# Liga dos Campeões da UEFA de 2017–18
A Liga dos Campeões da UEFA de 2017–18 foi a 63ª edição da maior competição de clubes europeus organizada pela UEFA. A final foi disputada no Estádio Olímpico em Kiev na Ucrânia.
O Real Madrid conquistou seu 13° título após derrotar o Liverpool na final por 3–1. Com o título, o clube representou a UEFA na Copa do Mundo de Clubes da FIFA de 2018. Além disso, disputou a Supercopa da UEFA de 2018, contra o Atlético de Madrid, vencedor da Liga Europa da UEFA de 2017–18.

## Distribuição de vagas e qualificação
Um total de 79 times das 54 de 55 associações da UEFA disputaram a edição de 2017–18 da Liga dos Campeões (com exceção de Liechtenstein, que não organiza um campeonato local). O ranking das associações é baseado no coeficiente do país que é usado para determinar o número de participantes para cada associação.
- Associações 1–3 classificam quatro times.
- Associações 4–6 classificam três times.
- Associações 7–15 classificam dois times.
- Associações 16–55 (exceto Liechtenstein) classificam um time cada.
- Aos vencedores da Liga dos Campeões da UEFA de 2016–17 e Liga Europa da UEFA de 2016–17 são dadas a cada uma entrada adicional se não se qualificarem para a Liga dos Campeões da UEFA de 2017–18 através da sua liga nacional.

Kosovo, que se tornou um membro da UEFA  em 3 de maio de 2016, fez a sua estreia na Liga dos Campeões da UEFA, enquanto o clube passar os requisitos de licenciamento.

## Equipes classificadas
Por padrão, o detentor do título da Liga dos Campeões entra na fase de grupos. Entretanto, como a Juventus e o Real Madrid já tinham se classificado para a fase de grupos (como campeões da Serie A de 2016–17 e da La Liga de 2016–17 respectivamente), a vaga de detentor do título na fase de grupos foi repassada ao detentor do título da Liga Europa, o Manchester United. A posição no campeonato nacional é mostrado em parênteses.
UEL: Detentor do título da Liga Europa.
| Fase de Grupos            | Fase de Grupos          | Fase de Grupos           | Fase de Grupos           |
| ------------------------- | ----------------------- | ------------------------ | ------------------------ |
| Real Madrid (1º)          | Chelsea (1º)            | Porto (2º)               | Feyenoord (1º)           |
| Barcelona (2º)            | Tottenham (2º)          | Monaco (1º)              | Beşiktaş (1º)            |
| Atlético de Madrid (3º)   | Manchester City (3º)    | Paris Saint-Germain (2º) | Basel (1º)               |
| Bayern de Munique (1º)    | Juventus (1º)           | Spartak Moscou (1º)      | Manchester United (UEL)  |
| RB Leipzig (2º)           | Roma (2º)               | Shakhtar Donetsk (1º)    |                          |
| Borussia Dortmund (3º)    | Benfica (1º)            | Anderlecht (1º)          |                          |
| Play-off                  |                         |                          |                          |
| Rota dos Campeões         | Rota da Liga            | Rota da Liga             | Rota da Liga             |
|                           | Sevilla (4º)            | Liverpool (4º)           | Sporting (3º)            |
| Hoffenheim (4º)           | Napoli (3º)             |                          |                          |
| Terceira pré-eliminatória |                         |                          |                          |
| Rota dos Campeões         | Rota da Liga            | Rota da Liga             | Rota da Liga             |
| Slavia Praha (1º)         | Nice (3º)               | Ajax (2º)                | AEK Atenas (2º)          |
| Olympiacos (1º)           | CSKA Moscou (2º)        | İstanbul Başakşehir (2º) | Steaua Bucareste (2º)    |
| Viitorul Constanța (1º)   | Dínamo de Kiev (2º)     | Young Boys (2º)          |                          |
|                           | Brugge (2º)             | Viktoria Plzeň (2º)      |                          |
| Segunda pré-eliminatória  |                         |                          |                          |
| Red Bull Salzburg (1º)    | København (1º)          | Honvéd (1º)              | Dundalk (1º)             |
| Rijeka (1º)               | Celtic (1º)             | Sheriff Tiraspol (1º)    | Spartaks Jūrmala (1º)    |
| Légia Varsóvia (1º)       | Qarabağ (1º)            | FH (1º)                  | F91 Dudelange (1º)       |
| APOEL (1º)                | Partizan (1º)           | Samtredia (1º)           | Budućnost Podgorica (1º) |
| BATE Borisov (1º)         | Astana (1º)             | IFK Mariehamn (1º)       | Žalgiris Vilnius (1º)    |
| Malmö (1º)                | Ludogorets Razgrad (1º) | Zrinjski Mostar (1º)     |                          |
| Rosenborg (1º)            | Maribor (1º)            | Kukësi (1º)              |                          |
| Hapoel Be'er Sheva (1º)   | Žilina (1º)             | Vardar (1º)              |                          |
| Primeira pré-eliminatória |                         |                          |                          |
| Linfield (1º)             | Víkingur Gøta (1º)      | Europa FC (1º)           | Trepça'89 (1º)           |
| FCI Tallinn (1º)          | Hibernians (1º)         | FC Santa Coloma (1º)     |                          |
| Alashkert (1º)            | The New Saints (1º)     |                          |                          |

## Calendário
Todos os sorteios são realizados na sede da UEFA em Nyon na Suíça, exceto o sorteio para a fase de grupos que é realizado em Mônaco.
| Fase           | Rodada                    | Data do sorteio               | Partida de ida                               | Partida de volta                             |
| -------------- | ------------------------- | ----------------------------- | -------------------------------------------- | -------------------------------------------- |
| Qualificação   | Primeira pré-eliminatória | 19 de junho de 2017           | 27–28 de junho de 2017                       | 4–5 de julho 2017                            |
| Qualificação   | Segunda pré-eliminatória  | 19 de junho de 2017           | 11–12 de julho de 2017                       | 18–19 de julho de 2017                       |
| Qualificação   | Terceira pré-eliminatória | 14 de julho de 2017           | 25–26 de julho de 2017                       | 1–2 de agosto de 2017                        |
| Play-off       | Play-off                  | 4 de agosto de 2017           | 15–16 de agosto de 2017                      | 22–23 de agosto de 2017                      |
| Fase de Grupos | Primeira rodada           | 24 de agosto de 2017 (Mônaco) | 12–13 de setembro de 2017                    | 12–13 de setembro de 2017                    |
| Fase de Grupos | Segunda rodada            | 24 de agosto de 2017 (Mônaco) | 26–27 de setembro de 2017                    | 26–27 de setembro de 2017                    |
| Fase de Grupos | Terceira rodada           | 24 de agosto de 2017 (Mônaco) | 17–18 de outubro de 2017                     | 17–18 de outubro de 2017                     |
| Fase de Grupos | Quarta rodada             | 24 de agosto de 2017 (Mônaco) | 31 de outubro – 1 de novembro de 2017        | 31 de outubro – 1 de novembro de 2017        |
| Fase de Grupos | Quinta rodada             | 24 de agosto de 2017 (Mônaco) | 21–22 de novembro de 2017                    | 21–22 de novembro de 2017                    |
| Fase de Grupos | Sexta rodada              | 24 de agosto de 2017 (Mônaco) | 5–6 de dezembro de 2017                      | 5–6 de dezembro de 2017                      |
| Fase final     | Oitavas de final          | 11 de dezembro de 2017        | 13–14 & 20–21 de fevereiro de 2018           | 6–7 & 13–14 de março de 2018                 |
| Fase final     | Quartas de final          | 16 de março de 2018           | 3–4 de abril de 2018                         | 10–11 de abril de 2018                       |
| Fase final     | Semifinais                | 13 de abril de 2018           | 24–25 de abril de 2018                       | 1–2 de maio de 2018                          |
| Fase final     | Final                     | 13 de abril de 2018           | 26 de maio de 2018 no Estádio Olímpico, Kiev | 26 de maio de 2018 no Estádio Olímpico, Kiev |

## Rodadas de qualificação

### Primeira pré-eliminatória
O sorteio para esta fase foi realizado em 19 de junho de 2017. As partidas de ida foram disputadas em 27 e 28 de junho e as partidas de volta em 4 de julho de 2017.
| Equipe 1       | Total | Equipe 2        | 1.º jogo | 2.º jogo  |
| -------------- | ----- | --------------- | -------- | --------- |
| Víkingur Gøta  | 6–2   | Trepça'89       | 2–1      | 4–1       |
| Hibernians     | 3–0   | FCI Tallinn     | 2–0      | 1–0       |
| Alashkert      | 2–1   | FC Santa Coloma | 1–0      | 1–1       |
| The New Saints | 4–3   | Europa FC       | 1–2      | 3–1 (pro) |
| Linfield       | 1–0   | La Fiorita      | 1–0      | 0–0       |

### Segunda pré-eliminatória
O sorteio para esta fase foi realizado em 19 de junho de 2017. As partidas de ida foram disputadas em 11, 12 e 14 de julho e as partidas de volta em 18 e 19 de julho de 2017.
| Equipe 1           | Total    | Equipe 2            | 1.º jogo | 2.º jogo  |
| ------------------ | -------- | ------------------- | -------- | --------- |
| APOEL              | 2–0      | F91 Dudelange       | 1–0      | 1–0       |
| Žalgiris Vilnius   | 3–5      | Ludogorets Razgrad  | 2–1      | 1–4       |
| Qarabağ            | 6–0      | Samtredia           | 5–0      | 1–0       |
| Partizan           | 2–0      | Budućnost Podgorica | 2–0      | 0–0       |
| Hibernians         | 0–6      | Red Bull Salzburg   | 0–3      | 0–3       |
| Sheriff Tiraspol   | 2–2 (gf) | Kukësi              | 1–0      | 1–2       |
| Spartaks Jūrmala   | 1–2[A]   | Astana              | 0–1      | 1–1       |
| BATE Borisov       | 4–2      | Alashkert           | 1–1      | 3–1       |
| Žilina             | 3–4      | København           | 1–3      | 2–1       |
| Hapoel Be'er Sheva | 5–3      | Honvéd              | 2–1      | 3–2       |
| Rijeka             | 7–1      | The New Saints      | 2–0      | 5–1       |
| Malmö              | 2–4      | Vardar              | 1–1      | 1–3       |
| Zrinjski Mostar    | 2–3      | Maribor             | 1–2      | 1–1       |
| Dundalk            | 2–3      | Rosenborg           | 1–1      | 1–2 (pro) |
| FH                 | 3–1      | Víkingur Gøta       | 1–1      | 2–0       |
| Linfield           | 0–6      | Celtic              | 0–2      | 0–4       |
| IFK Mariehamn      | 0–9      | Légia Varsóvia      | 0–3      | 0–6       |

Notas
- A. ^  Ordem das partidas revertida após o sorteio.

### Terceira pré-eliminatória
O sorteio para esta fase foi realizado em 14 de julho de 2017. A terceira pré-eliminatória é dividida em duas seções distintas: Caminho dos Campeões (para Liga dos Campeões) e a Rota da Liga (para não campeões da liga). As equipes perdedoras em ambas as seções entrarão no play-off da Liga Europa da UEFA de 2017–18.
| Equipe 1                 | Total                | Equipe 2             | 1.º jogo             | 2.º jogo             |                      |
| Caminho dos Campeões     | Caminho dos Campeões | Caminho dos Campeões | Caminho dos Campeões | Caminho dos Campeões | Caminho dos Campeões |
| ------------------------ | -------------------- | -------------------- | -------------------- | -------------------- | -------------------- |
| Slavia Praha             | 2–2 (gf)             | BATE Borisov         | 1–0                  | 1–2                  |                      |
| Astana                   | 3–2                  | Légia Varsóvia       | 3–1                  | 0–1                  |                      |
| Maribor                  | 2–0                  | FH                   | 1–0                  | 1–0                  |                      |
| Vardar                   | 2–4[B]               | København            | 1–0                  | 1–4                  |                      |
| Celtic                   | 1–0                  | Rosenborg            | 0–0                  | 1–0                  |                      |
| Hapoel Be'er Sheva       | 3–3 (gf)             | Ludogorets Razgrad   | 2–0                  | 1–3                  |                      |
| Viitorul Constanța       | 1–4                  | APOEL                | 1–0                  | 0–4 (pro)            |                      |
| Red Bull Salzburg        | 1–1 (gf)             | Rijeka               | 1–1                  | 0-0                  |                      |
| Qarabağ                  | 2–1                  | Sheriff Tiraspol     | 0–0                  | 2–1                  |                      |
| Partizan                 | 3–5                  | Olympiacos           | 1–3                  | 2–2                  |                      |
| Caminho dos não-Campeões |                      |                      |                      |                      |                      |
| Steaua Bucareste         | 6–3                  | Viktoria Plzeň       | 2–2                  | 4–1                  |                      |
| Nice                     | 3–3 (gf)             | Ajax                 | 1–1                  | 2–2                  |                      |
| Dínamo de Kiev           | 3–3 (gf)             | Young Boys           | 3–1                  | 0–2                  |                      |
| AEK Atenas               | 0–3                  | CSKA Moscou          | 0–2                  | 0–1                  |                      |
| Brugge                   | 3–5                  | İstanbul Başakşehir  | 3–3                  | 0–2                  |                      |

Notas
- B. ^  Ordem das partidas revertida após o sorteio.

## Rodada de play-off
A rodada play-off é dividida em duas seções distintas: Caminho dos Campeões (para Liga dos Campeões) e Rota da Liga (para as equipes não campeãs da liga). As equipes perdedoras em ambas as seções entrarão na fase de grupos da Liga Europa da UEFA de 2017–18. O sorteio foi realizado em 4 de agosto de 2017.
As partidas de ida foram disputadas em 15 e 16 de agosto e as partidas de volta em 22 e 23 de agosto de 2017. Um total de 20 equipes jogaram na rodada de play-off.
| Equipe 1                 | Total                | Equipe 2             | 1.º jogo             | 2.º jogo             |                      |
| Caminho dos Campeões     | Caminho dos Campeões | Caminho dos Campeões | Caminho dos Campeões | Caminho dos Campeões | Caminho dos Campeões |
| ------------------------ | -------------------- | -------------------- | -------------------- | -------------------- | -------------------- |
| Qarabağ                  | 2–2 (gf)             | København            | 1–0                  | 1–2                  |                      |
| APOEL                    | 2–0                  | Slavia Praha         | 2–0                  | 0–0                  |                      |
| Olympiacos               | 3–1                  | Rijeka               | 2–1                  | 1–0                  |                      |
| Celtic                   | 8–4                  | Astana               | 5–0                  | 3–4                  |                      |
| Hapoel Be'er Sheva       | 2–2 (gf)             | Maribor              | 2–1                  | 0–1                  |                      |
| Caminho dos Não-Campeões |                      |                      |                      |                      |                      |
| İstanbul Başakşehir      | 3–4                  | Sevilla              | 1–2                  | 2–2                  |                      |
| Young Boys               | 0–3                  | CSKA Moscou          | 0–1                  | 0–2                  |                      |
| Napoli                   | 4–0                  | Nice                 | 2–0                  | 2–0                  |                      |
| Hoffenheim               | 3–6                  | Liverpool            | 1–2                  | 2–4                  |                      |
| Sporting                 | 5–1                  | Steaua Bucareste     | 0–0                  | 5–1                  |                      |

## Fase de grupos
A fase de grupos conta com 32 times distribuídos em 8 grupos de 4 times cada. Os times se enfrentam em partidas de ida e volta dentro dos seus grupos e os dois primeiros se classificam para a fase oitavas de final. O terceiro colocado classifica-se para a fase de dezesseis avos da Liga Europa da UEFA de 2017–18. As 32 equipes são divididas em quatro potes com base no ranking da UEFA, com o detentor do título sendo colocado no pote 1 automaticamente. Em cada grupo, as equipes jogam entre si em duelos em casa e fora. As partidas foram marcadas para: 12–13 de setembro, 26–27 de setembro, 17–18 de outubro, 31 de outubro–1 de novembro, 21–22 de novembro, e 5–6 de dezembro de 2017.

### Potes
O sorteio para a fase de grupos foi realizado em Mônaco no dia 24 de agosto de 2017.
| Pote 1            | Coef.   |
| ----------------- | ------- |
| Real Madrid       | 176.999 |
| Bayern de Munique | 154.899 |
| Juventus          | 140.666 |
| Benfica           | 111.866 |
| Chelsea           | 106.192 |
| Shakhtar Donetsk  | 87.526  |
| Monaco            | 62.333  |
| Spartak Moscou    | 18.606  |

| Pote 2              | Coef.   |
| ------------------- | ------- |
| Barcelona           | 151.999 |
| Atlético de Madrid  | 142.999 |
| Paris Saint-Germain | 126.333 |
| Borussia Dortmund   | 124.899 |
| Sevilla             | 112.999 |
| Manchester City     | 100.192 |
| Porto               | 98.866  |
| Manchester United   | 95.192  |

| Pote 3     | Coef.  |
| ---------- | ------ |
| Napoli     | 88.666 |
| Tottenham  | 77.192 |
| Basel      | 74.415 |
| Olympiacos | 64.580 |
| Anderlecht | 58.480 |
| Liverpool  | 56.192 |
| Roma       | 53.666 |
| Beşiktaş   | 45.840 |

| Pote 4      | Coef.  |
| ----------- | ------ |
| Celtic      | 42.785 |
| CSKA Moscou | 39.606 |
| Sporting    | 36.866 |
| APOEL       | 26.210 |
| Feyenoord   | 23.212 |
| Maribor     | 21.125 |
| Qarabağ     | 18.050 |
| RB Leipzig  | 15.899 |

### Grupos
Os vencedores e os segundos classificados do grupo avançaram para as oitavas de final, enquanto os terceiros colocados entraram na Liga Europa da UEFA de 2017–18.
| Legenda                                                                          |
| Classificado às oitavas de final                                                 |
| Classificado à fase de dezesseis-avos de final da Liga Europa da UEFA de 2017–18 |
| Eliminado                                                                        |

#### Grupo A
| Pos | Equipe            | Pts | J | V | E | D | GP | GC | SG  | Classificado                     |  | MU  | BSL | CSKA | BEN |
| --- | ----------------- | --- | - | - | - | - | -- | -- | --- | -------------------------------- |  | --- | --- | ---- | --- |
| 1   | Manchester United | 15  | 6 | 5 | 0 | 1 | 12 | 3  | +9  | Classificado às oitavas de final |  | —   | 3–0 | 2–1  | 2–0 |
| 2   | Basel             | 12  | 6 | 4 | 0 | 2 | 11 | 5  | +6  | Classificado às oitavas de final |  | 1–0 | —   | 1–2  | 5–0 |
| 3   | CSKA Moscou       | 9   | 6 | 3 | 0 | 3 | 8  | 10 | −2  | Transferido para Liga Europa     |  | 1–4 | 0–2 | —    | 2–0 |
| 4   | Benfica           | 0   | 6 | 0 | 0 | 6 | 1  | 14 | −13 | Eliminado                        |  | 0–1 | 0–2 | 1–2  | —   |

#### Grupo B
| Pos | Equipe              | Pts | J | V | E | D | GP | GC | SG  | Classificado                     |  | PAR | BAY | CEL | AND |
| --- | ------------------- | --- | - | - | - | - | -- | -- | --- | -------------------------------- |  | --- | --- | --- | --- |
| 1   | Paris Saint-Germain | 15  | 6 | 5 | 0 | 1 | 25 | 4  | +21 | Classificado às oitavas de final |  | —   | 3–0 | 7–1 | 5–0 |
| 2   | Bayern de Munique   | 15  | 6 | 5 | 0 | 1 | 13 | 6  | +7  | Classificado às oitavas de final |  | 3–1 | —   | 3–0 | 3–0 |
| 3   | Celtic              | 3   | 6 | 1 | 0 | 5 | 5  | 18 | −13 | Transferido para Liga Europa     |  | 0–5 | 1–2 | —   | 0–1 |
| 4   | Anderlecht          | 3   | 6 | 1 | 0 | 5 | 2  | 17 | −15 | Eliminado                        |  | 0–4 | 1–2 | 0–3 | —   |

1. 1 2  Empatados no confronto direto. Diferença de gols no confronto direto: Paris Saint-Germain +1, Bayern de Munique -1
2. 1 2  Empatados no confronto direto. Diferença de gols no confronto direto: Celtic +2, Anderlecht -2

#### Grupo C
| Pos | Equipe             | Pts | J | V | E | D | GP | GC | SG  | Classificado                     |  | ROM | CHL | ATL | QRB |
| --- | ------------------ | --- | - | - | - | - | -- | -- | --- | -------------------------------- |  | --- | --- | --- | --- |
| 1   | Roma               | 11  | 6 | 3 | 2 | 1 | 9  | 6  | +3  | Classificado às oitavas de final |  | —   | 3–0 | 0–0 | 1–0 |
| 2   | Chelsea            | 11  | 6 | 3 | 2 | 1 | 16 | 8  | +8  | Classificado às oitavas de final |  | 3–3 | —   | 1–1 | 6–0 |
| 3   | Atlético de Madrid | 7   | 6 | 1 | 4 | 1 | 5  | 4  | +1  | Transferido para Liga Europa     |  | 2–0 | 1–2 | —   | 1–1 |
| 4   | Qarabağ            | 2   | 6 | 0 | 2 | 4 | 2  | 14 | −12 | Eliminado                        |  | 1–2 | 0–4 | 0–0 | —   |

1. 1 2  Pontos no confronto direto: Roma 4, Chelsea 1.

#### Grupo D
| Pos | Equipe     | Pts | J | V | E | D | GP | GC | SG | Classificado                     |  | BAR | JUV | SPO | OLY |
| --- | ---------- | --- | - | - | - | - | -- | -- | -- | -------------------------------- |  | --- | --- | --- | --- |
| 1   | Barcelona  | 14  | 6 | 4 | 2 | 0 | 9  | 1  | +8 | Classificado às oitavas de final |  | —   | 3–0 | 2–0 | 3–1 |
| 2   | Juventus   | 11  | 6 | 3 | 2 | 1 | 7  | 5  | +2 | Classificado às oitavas de final |  | 0–0 | —   | 2–1 | 2–0 |
| 3   | Sporting   | 7   | 6 | 2 | 1 | 3 | 8  | 9  | −1 | Transferido para Liga Europa     |  | 0–1 | 1–1 | —   | 3–1 |
| 4   | Olympiacos | 1   | 6 | 0 | 1 | 5 | 4  | 13 | −9 | Eliminado                        |  | 0–0 | 0–2 | 2–3 | —   |

#### Grupo E
| Pos | Equipe         | Pts | J | V | E | D | GP | GC | SG  | Classificado                     |  | LIV | SEV | SPM | MRB |
| --- | -------------- | --- | - | - | - | - | -- | -- | --- | -------------------------------- |  | --- | --- | --- | --- |
| 1   | Liverpool      | 12  | 6 | 3 | 3 | 0 | 23 | 6  | +17 | Classificado às oitavas de final |  | —   | 2–2 | 7–0 | 3–0 |
| 2   | Sevilla        | 9   | 6 | 2 | 3 | 1 | 12 | 12 | 0   | Classificado às oitavas de final |  | 3–3 | —   | 2–1 | 3–0 |
| 3   | Spartak Moscou | 6   | 6 | 1 | 3 | 2 | 9  | 13 | −4  | Transferido para Liga Europa     |  | 1–1 | 5–1 | —   | 1–1 |
| 4   | Maribor        | 3   | 6 | 0 | 3 | 3 | 3  | 16 | −13 | Eliminado                        |  | 0–7 | 1–1 | 1–1 | —   |

#### Grupo F
| Pos | Equipe           | Pts | J | V | E | D | GP | GC | SG | Classificado                     |  | MC  | SHK | NAP | FEY |
| --- | ---------------- | --- | - | - | - | - | -- | -- | -- | -------------------------------- |  | --- | --- | --- | --- |
| 1   | Manchester City  | 15  | 6 | 5 | 0 | 1 | 14 | 5  | +9 | Classificado às oitavas de final |  | —   | 2–0 | 2–1 | 1–0 |
| 2   | Shakhtar Donetsk | 12  | 6 | 4 | 0 | 2 | 9  | 9  | 0  | Classificado às oitavas de final |  | 2–1 | —   | 2–1 | 3–1 |
| 3   | Napoli           | 6   | 6 | 2 | 0 | 4 | 11 | 11 | 0  | Transferido para Liga Europa     |  | 2–4 | 3–0 | —   | 3–1 |
| 4   | Feyenoord        | 3   | 6 | 1 | 0 | 5 | 5  | 14 | −9 | Eliminado                        |  | 0–4 | 1–2 | 2–1 | —   |

#### Grupo G
| Pos | Equipe     | Pts | J | V | E | D | GP | GC | SG  | Classificado                     |  | BES | POR | RBL | MON |
| --- | ---------- | --- | - | - | - | - | -- | -- | --- | -------------------------------- |  | --- | --- | --- | --- |
| 1   | Beşiktaş   | 14  | 6 | 4 | 2 | 0 | 11 | 5  | +6  | Classificado às oitavas de final |  | —   | 1–1 | 2–0 | 1–1 |
| 2   | Porto      | 10  | 6 | 3 | 1 | 2 | 15 | 10 | +5  | Classificado às oitavas de final |  | 1–3 | —   | 3–1 | 5–2 |
| 3   | RB Leipzig | 7   | 6 | 2 | 1 | 3 | 10 | 11 | −1  | Transferido para Liga Europa     |  | 1–2 | 3–2 | —   | 1–1 |
| 4   | Monaco     | 2   | 6 | 0 | 2 | 4 | 6  | 16 | −10 | Eliminado                        |  | 1–2 | 0–3 | 1–4 | —   |

#### Grupo H
| Pos | Equipe            | Pts | J | V | E | D | GP | GC | SG  | Classificado                     |  | TOT | RM  | DOR | APO |
| --- | ----------------- | --- | - | - | - | - | -- | -- | --- | -------------------------------- |  | --- | --- | --- | --- |
| 1   | Tottenham         | 16  | 6 | 5 | 1 | 0 | 15 | 4  | +11 | Classificado às oitavas de final |  | —   | 3–1 | 3–1 | 3–0 |
| 2   | Real Madrid       | 13  | 6 | 4 | 1 | 1 | 17 | 7  | +10 | Classificado às oitavas de final |  | 1–1 | —   | 3–2 | 3–0 |
| 3   | Borussia Dortmund | 2   | 6 | 0 | 2 | 4 | 7  | 13 | −6  | Transferido para Liga Europa     |  | 1–2 | 1–3 | —   | 1–1 |
| 4   | APOEL             | 2   | 6 | 0 | 2 | 4 | 2  | 17 | −15 | Eliminado                        |  | 0–3 | 0–6 | 1–1 | —   |

1. 1 2  Empatados no confronto direto. A diferença geral de gols é usada como desempate.

## Fase final
Nas fases finais, as equipes classificadas jogam em partidas eliminatórias de ida e volta, exceto no jogo final.

### Equipes classificadas
| Grupo | Líderes de grupo    | Vice-líderes de grupo |
| ----- | ------------------- | --------------------- |
| A     | Manchester United   | Basel                 |
| B     | Paris Saint-Germain | Bayern de Munique     |
| C     | Roma                | Chelsea               |
| D     | Barcelona           | Juventus              |
| E     | Liverpool           | Sevilla               |
| F     | Manchester City     | Shakhtar Donetsk      |
| G     | Beşiktaş            | Porto                 |
| H     | Tottenham           | Real Madrid           |

### Esquema
|  | Oitavas de final              | Oitavas de final              | Oitavas de final              | Oitavas de final              |   |           | Quartas de final | Quartas de final | Quartas de final | Quartas de final |  |                   | Semifinais              | Semifinais              | Semifinais              | Semifinais              |             |   | Final      | Final      |
|  | 13 de fevereiro a 14 de março | 13 de fevereiro a 14 de março | 13 de fevereiro a 14 de março | 13 de fevereiro a 14 de março |   |           | 3 a 11 de abril  | 3 a 11 de abril  | 3 a 11 de abril  | 3 a 11 de abril  |  |                   | 24 de abril a 2 de maio | 24 de abril a 2 de maio | 24 de abril a 2 de maio | 24 de abril a 2 de maio |             |   | 26 de maio | 26 de maio |
|  |                               |                               |                               |                               |   |           |                  |                  |                  |                  |  |                   |                         |                         |                         |                         |             |   |            |            |
|  | Sevilla                       | 0                             | 2                             | 2                             |   |           |                  |                  |                  |                  |  |                   |                         |                         |                         |                         |             |   |            |            |
|  | Manchester United             | 0                             | 1                             | 1                             |   |           |                  |                  |                  |                  |  |                   |                         |                         |                         |                         |             |   |            |            |
|  | Manchester United             | 0                             | 1                             | 1                             |   | Sevilla   | 1                | 0                | 1                |                  |  |                   |                         |                         |                         |                         |             |   |            |            |
|  |                               |                               |                               |                               |   | Sevilla   | 1                | 0                | 1                |                  |  |                   |                         |                         |                         |                         |             |   |            |            |
|  |                               | Bayern de Munique             | 2                             | 0                             | 2 |           |                  |                  |                  |                  |  |                   |                         |                         |                         |                         |             |   |            |            |
|  | Bayern de Munique             | Bayern de Munique             | 2                             | 0                             | 2 | 5         | 3                | 8                |                  |                  |  |                   |                         |                         |                         |                         |             |   |            |            |
|  | Bayern de Munique             |                               |                               |                               |   | 5         | 3                | 8                |                  |                  |  |                   |                         |                         |                         |                         |             |   |            |            |
|  | Beşiktaş                      | 0                             | 1                             | 1                             |   |           |                  |                  |                  |                  |  |                   |                         |                         |                         |                         |             |   |            |            |
|  | Beşiktaş                      | 0                             | 1                             | 1                             |   |           |                  |                  |                  |                  |  | Bayern de Munique | 1                       | 2                       | 3                       |                         |             |   |            |            |
|  |                               |                               |                               |                               |   |           |                  |                  |                  |                  |  | Bayern de Munique | 1                       | 2                       | 3                       |                         |             |   |            |            |
|  |                               | Real Madrid                   | 2                             | 2                             | 4 |           |                  |                  |                  |                  |  |                   |                         |                         |                         |                         |             |   |            |            |
|  | Juventus                      | Real Madrid                   | 2                             | 2                             | 4 | 2         | 2                | 4                |                  |                  |  |                   |                         |                         |                         |                         |             |   |            |            |
|  | Juventus                      |                               |                               |                               |   | 2         | 2                | 4                |                  |                  |  |                   |                         |                         |                         |                         |             |   |            |            |
|  | Tottenham                     | 2                             | 1                             | 3                             |   |           |                  |                  |                  |                  |  |                   |                         |                         |                         |                         |             |   |            |            |
|  | Tottenham                     | 2                             | 1                             | 3                             |   | Juventus  | 0                | 3                | 3                |                  |  |                   |                         |                         |                         |                         |             |   |            |            |
|  |                               |                               |                               |                               |   | Juventus  | 0                | 3                | 3                |                  |  |                   |                         |                         |                         |                         |             |   |            |            |
|  |                               | Real Madrid                   | 3                             | 1                             | 4 |           |                  |                  |                  |                  |  |                   |                         |                         |                         |                         |             |   |            |            |
|  | Real Madrid                   | Real Madrid                   | 3                             | 1                             | 4 | 3         | 2                | 5                |                  |                  |  |                   |                         |                         |                         |                         |             |   |            |            |
|  | Real Madrid                   |                               |                               |                               |   | 3         | 2                | 5                |                  |                  |  |                   |                         |                         |                         |                         |             |   |            |            |
|  | Paris Saint-Germain           | 1                             | 1                             | 2                             |   |           |                  |                  |                  |                  |  |                   |                         |                         |                         |                         |             |   |            |            |
|  | Paris Saint-Germain           | 1                             | 1                             | 2                             |   |           |                  |                  |                  |                  |  |                   |                         |                         |                         |                         | Real Madrid | 3 |            |            |
|  |                               |                               |                               |                               |   |           |                  |                  |                  |                  |  |                   |                         |                         |                         |                         |             | 3 |            |            |
|  |                               | Liverpool                     | 1                             |                               |   |           |                  |                  |                  |                  |  |                   |                         |                         |                         |                         |             |   |            |            |
|  | Porto                         | Liverpool                     | 1                             | 0                             | 0 | 0         |                  |                  |                  |                  |  |                   |                         |                         |                         |                         |             |   |            |            |
|  | Porto                         |                               |                               | 0                             | 0 | 0         |                  |                  |                  |                  |  |                   |                         |                         |                         |                         |             |   |            |            |
|  | Liverpool                     | 5                             | 0                             | 5                             |   |           |                  |                  |                  |                  |  |                   |                         |                         |                         |                         |             |   |            |            |
|  | Liverpool                     | 5                             | 0                             | 5                             |   | Liverpool | 3                | 2                | 5                |                  |  |                   |                         |                         |                         |                         |             |   |            |            |
|  |                               |                               |                               |                               |   | Liverpool | 3                | 2                | 5                |                  |  |                   |                         |                         |                         |                         |             |   |            |            |
|  |                               | Manchester City               | 0                             | 1                             | 1 |           |                  |                  |                  |                  |  |                   |                         |                         |                         |                         |             |   |            |            |
|  | Basel                         | Manchester City               | 0                             | 1                             | 1 | 0         | 2                | 2                |                  |                  |  |                   |                         |                         |                         |                         |             |   |            |            |
|  | Basel                         |                               |                               |                               |   | 0         | 2                | 2                |                  |                  |  |                   |                         |                         |                         |                         |             |   |            |            |
|  | Manchester City               | 4                             | 1                             | 5                             |   |           |                  |                  |                  |                  |  |                   |                         |                         |                         |                         |             |   |            |            |
|  | Manchester City               | 4                             | 1                             | 5                             |   |           |                  |                  |                  |                  |  | Liverpool         | 5                       | 2                       | 7                       |                         |             |   |            |            |
|  |                               |                               |                               |                               |   |           |                  |                  |                  |                  |  | Liverpool         | 5                       | 2                       | 7                       |                         |             |   |            |            |
|  |                               | Roma                          | 2                             | 4                             | 6 |           |                  |                  |                  |                  |  |                   |                         |                         |                         |                         |             |   |            |            |
|  | Chelsea                       | Roma                          | 2                             | 4                             | 6 | 1         | 0                | 1                |                  |                  |  |                   |                         |                         |                         |                         |             |   |            |            |
|  | Chelsea                       |                               |                               |                               |   | 1         | 0                | 1                |                  |                  |  |                   |                         |                         |                         |                         |             |   |            |            |
|  | Barcelona                     | 1                             | 3                             | 4                             |   |           |                  |                  |                  |                  |  |                   |                         |                         |                         |                         |             |   |            |            |
|  | Barcelona                     | 1                             | 3                             | 4                             |   | Barcelona | 4                | 0                | 4                |                  |  |                   |                         |                         |                         |                         |             |   |            |            |
|  |                               |                               |                               |                               |   | Barcelona | 4                | 0                | 4                |                  |  |                   |                         |                         |                         |                         |             |   |            |            |
|  |                               | Roma (gf)                     | 1                             | 3                             | 4 |           |                  |                  |                  |                  |  |                   |                         |                         |                         |                         |             |   |            |            |
|  | Shakhtar Donetsk              | Roma (gf)                     | 1                             | 3                             | 4 | 2         | 0                | 2                |                  |                  |  |                   |                         |                         |                         |                         |             |   |            |            |
|  | Shakhtar Donetsk              |                               |                               |                               |   | 2         | 0                | 2                |                  |                  |  |                   |                         |                         |                         |                         |             |   |            |            |
|  | Roma (gf)                     | 1                             | 1                             | 2                             |   |           |                  |                  |                  |                  |  |                   |                         |                         |                         |                         |             |   |            |            |

O esquema acima é usado somente para uma visualização melhor dos confrontos. Todos os confrontos desta fase são sorteados e não seguem a ordem mostrada.

### Oitavas de final
O sorteio para as oitavas de final foi realizado em 11 de dezembro de 2017 na sede da UEFA em Nyon na Suíça.
As partidas de ida foram disputadas nos dias 13, 14, 20 e 21 de fevereiro e as partidas de volta em 6, 7, 13 e 14 de março de 2018.
| Equipe 1          | Total    | Equipe 2            | 1.º jogo | 2.º jogo |
| ----------------- | -------- | ------------------- | -------- | -------- |
| Juventus          | 4–3      | Tottenham           | 2–2      | 2–1      |
| Basel             | 2–5      | Manchester City     | 0–4      | 2–1      |
| Porto             | 0–5      | Liverpool           | 0–5      | 0–0      |
| Sevilla           | 2–1      | Manchester United   | 0–0      | 2–1      |
| Real Madrid       | 5–2      | Paris Saint-Germain | 3–1      | 2–1      |
| Shakhtar Donetsk  | 2–2 (gf) | Roma                | 2–1      | 0–1      |
| Chelsea           | 1–4      | Barcelona           | 1–1      | 0–3      |
| Bayern de Munique | 8–1      | Beşiktaş            | 5–0      | 3–1      |

### Quartas de final
O sorteio para as quartas de final foi realizado em 16 de março de 2018 na sede da UEFA em Nyon na Suíça.
As partidas de ida serão disputadas nos dias 3 e 4 de abril e as partidas de volta em 10 e 11 de abril de 2018.
| Equipe 1  | Total    | Equipe 2          | 1.º jogo | 2.º jogo |
| --------- | -------- | ----------------- | -------- | -------- |
| Barcelona | 4–4 (gf) | Roma              | 4–1      | 0–3      |
| Sevilla   | 1–2      | Bayern de Munique | 1–2      | 0–0      |
| Juventus  | 3–4      | Real Madrid       | 0–3      | 3–1      |
| Liverpool | 5–1      | Manchester City   | 3–0      | 2–1      |

### Semifinais
O sorteio para as semifinais foi realizado em 13 de abril de 2018 na sede da UEFA em Nyon na Suíça.
As partidas de ida serão disputadas nos dias 24 e 25 de abril e as partidas de volta em 1 e 2 de maio de 2018.
Também nesse sorteio foi definido o time "mandante" da final pra fins administrativos.
| Equipe 1          | Total | Equipe 2    | 1.º jogo | 2.º jogo |
| ----------------- | ----- | ----------- | -------- | -------- |
| Bayern de Munique | 3–4   | Real Madrid | 1–2      | 2–2      |
| Liverpool         | 7–6   | Roma        | 5–2      | 2–4      |

### Final
A final foi disputada em 26 de maio de 2018, no Estádio Olímpico em Kiev, Ucrânia.
| 26 de maio de 2018 | Real Madrid                 | 3 – 1     | Liverpool | Estádio Olímpico, Kiev                     |
| 21:45 (UTC+3)      | Benzema 51' · Bale 64', 83' | Relatório | Mané 55'  | Público: 61 561 Árbitro: SRB Milorad Mažić |

## Premiação
| Liga dos Campeões da UEFA de 2017–18 |
| Espanha                              |
| ------------------------------------ |
| Real Madrid Campeão (13° título)     |

## Estatísticas
Gols e assistências contabilizados a partir da fase de grupos, excluindo as fases de qualificação.
 Atualizado em 26 de maio de 2018
| Pos. | Jogador           | Time                | Gols | Tempo jogando |
| ---- | ----------------- | ------------------- | ---- | ------------- |
| 1    | Cristiano Ronaldo | Real Madrid         | 15   | 1170'         |
| 2    | Mohamed Salah     | Liverpool           | 10   | 930'          |
| 2    | Sadio Mané        | Liverpool           | 10   | 940'          |
| 2    | Roberto Firmino   | Liverpool           | 10   | 1056'         |
| 5    | Wissam Ben Yedder | Sevilla             | 8    | 651'          |
| 5    | Edin Džeko        | Roma                | 8    | 1078'         |
| 7    | Harry Kane        | Tottenham           | 7    | 597'          |
| 7    | Edinson Cavani    | Paris Saint-Germain | 7    | 680'          |
| 9    | Neymar            | Paris Saint-Germain | 6    | 630'          |
| 9    | Lionel Messi      | Barcelona           | 6    | 783'          |

| Pos. | Jogador         | Equipe              | Assist. | Tempo jogando |
| ---- | --------------- | ------------------- | ------- | ------------- |
| 1    | James Milner    | Liverpool           | 9       | 791'          |
| 2    | Roberto Firmino | Liverpool           | 8       | 1056'         |
| 3    | Luis Suárez     | Barcelona           | 5       | 884'          |
| 4    | Eden Hazard     | Chelsea             | 4       | 611'          |
| 4    | Neymar          | Paris Saint-Germain | 4       | 630'          |
| 4    | Kevin De Bruyne | Manchester City     | 4       | 667'          |
| 4    | Mohamed Salah   | Liverpool           | 4       | 899'          |
| 8    | 15 jogadores    | 15 jogadores        | 3       | —             |

### Hat-tricks
Um hat-trick é quando um jogador faz três gols em uma única partida.
| Jogador           | Para                | Contra         | Resultado | Data                    | Ref.   |
| ----------------- | ------------------- | -------------- | --------- | ----------------------- | ------ |
| Wissam Ben Yedder | Sevilla             | Maribor        | 3–0       | 26 de setembro de 2017  | [ 21 ] |
| Harry Kane        | Tottenham           | APOEL          | 3–0       | 26 de setembro de 2017  | [ 22 ] |
| Layvin Kurzawa    | Paris Saint-Germain | Anderlecht     | 5–0       | 31 de outubro de 2017   | [ 23 ] |
| Philippe Coutinho | Liverpool           | Spartak Moscou | 7–0       | 6 de dezembro de 2017   | [ 24 ] |
| Sadio Mané        | Liverpool           | Porto          | 5–0       | 14 de fevereiro de 2018 | [ 25 ] |